# Arctopleustes glabricauda
Arctopleustes glabricauda är en kräftdjursart som först beskrevs av Henry Fowler Dunbar 1954.  Arctopleustes glabricauda ingår i släktet Arctopleustes och familjen Pleustidae. Inga underarter finns listade i Catalogue of Life.